# 大耳猬
大耳猬（学名：Hemiechinus auritus），又名長耳刺蝟，为猬科大耳猬属的动物，分布在中欧各国，和高加索山脉地段，一般栖息于荒漠以及半荒漠。在中国大陆，分布于陕西、内蒙古、甘肃、四川、新疆、宁夏等地。该物种的模式产地在俄国东南部阿斯特拉罕。

## 亚种
- 大耳猬埃及亞種（学名：Hemiechinus auritus aegyptius），E. Geoffroy于1803年命名。[1]
- 大耳猬新疆亚种（学名：Hemiechinus auritus albulus），Stoliczka于1872年命名。在中国大陆，分布于陕西、内蒙古、甘肃、四川、新疆、宁夏等地。该物种的模式产地在新疆莎车附近。[4]
- 大耳猬指名亞種（学名：Hemiechinus auritus auritus），Gmelin于1770年命名。主要分布于俄国东南部阿斯特拉罕。[1]
- 大耳猬利比亞亞種（学名：Hemiechinus auritus libycus）[1]
- 大耳猬阿富汗亞種（学名：Hemiechinus auritus megalotis）[1]

## 保护
本种于2023年被收录入《有重要生态、科学、社会价值的陆生野生动物名录》。